# Stream of Passion
Stream of Passion foi uma banda de gothic metal e progressive metal fundada por Arjen Anthony Lucassen e Marcela Bovio. Pelo fato dos integrantes da banda morarem muito longe, Lucassen compôs o primeiro álbum do grupo, Embrace the Storm, pela Internet. Este álbum foi lançado em 24 de Outubro de 2005, pela InsideOut Music.
Com exceção da vocalista Marcela Bovio, que participou do álbum The Human Equation da banda Ayreon, Lucassen selecionou músicos pouco conhecidos para formar esta banda.
Em Agosto de 2008, o Stream of Passion assinou com a gravadora Napalm Records, por onde lançaram seu segundo álbum intitulado The Flame Within.
No dia 6 de abril de 2016 a banda anunciou o fim das atividades na sua página oficial no Facebook.

## Integrantes

### Formação atual
- Marcela Bovio - vocais, violino
- Eric Hazebroek - guitarra
- Stephan Schultz - guitarra
- Johan van Stratum - baixo
- Jeffrey Revet - teclado, piano
- Martijn Peters - bateria

### Ex-integrantes
- Arjen Lucassen - guitarra, vocais de apoio
- Alejandro Millán - teclados, piano
- Lori Linstruth - guitarra
- Davy Mickers - bateria

### Artistas convidados
- Diana Bovio - vocais de apoio

## Discografia

### Singles
| Título             | Data de lançamento    | Gravadora             |
| ------------------ | --------------------- | --------------------- |
| Embrace the Storm  | 25 de outubro de 2005 | InsideOut Music / SPV |
| The Flame Within   | 27 de maio de 2009    | Napalm Records        |
| Darker Days        | 27 de junho de 2011   | Napalm Records        |
| "A War of Our Own" | 18 de abril de 2014   | Pias/Rough Trade      |

| Título                | Ano  |
| --------------------- | ---- |
| Out in the Real World | 2006 |
| In The End            | 2009 |

### Álbuns ao vivo
| Título                 | Formato  | Ano    |
| ---------------------- | -------- | ------ |
| Live in the Real World | CD e DVD | (2006) |